# بنتونیا (میسیسیپی)
بنتونیا (به انگلیسی: Bentonia) شهرکی در ایالت میسیسیپی کشور ایالات متحده آمریکا است که جمعیت آن در سرشماری سال ۲۰۱۰ میلادی، ۴۴۰
نفر بوده‌است.